# João de Almeida Pereira Filho
João de Almeida Pereira Filho (Campos dos Goytacazes, 9 de junho de 1826 — Rio de Janeiro, 2 de julho de 1883), foi um político, fazendeiro e empresário brasileiro, além de poeta eventual.
Foi presidente da província do Rio de Janeiro, nomeado por carta imperial de 17 de dezembro de 1858, de 10 de janeiro a 25 de abril de 1859, ministro de Negócios do Império de 1859 a 1861 (ver Gabinete Ferraz), deputado geral pela província do Rio de Janeiro e Conselheiro do Império.

## Família
Nasceu na fazenda do Queimado, freguesia de Santa Rita da Lagoa de Cima, no atual distrito de Ibitioca, em Campos dos Goytacazes, Rio de Janeiro.
Filho do comendador João de Almeida Pereira e Ana Luzia de Aguiar. Seu avô, o português Jerônimo Álvares Pereira, depois de casar-se com a latifundiária campista Ana Francisca Baptista de Almeida Pinheiro, foi um desbravador de terras do norte fluminense, obtendo vastas extensões nos atuais municípios de Campos dos Goitacazes, São Fidélis e Cambuci. Uma das fazendas que fundou deu origem ao povoamento e fundação posterior do atual município de Cambuci.
Casou com sua prima Mariana Antonia de Castro Carneiro da Silva, uma das filhas de José Carneiro da Silva, primeiro barão e visconde de Araruama, da família com maior poder político-econômico da freguesia de Quissamã, pertencente a Macaé (RJ).

## Vida estudantil e literária
Entrou, em 1846, na Academia de Direito de São Paulo (atual Faculdade de Direito da Universidade de São Paulo). Em 1850, formou-se bacharel em ciências sociais e jurídicas.
Foi colega de turma de alguns literatos famosos, como o escritor e senador José de Alencar e o poeta Francisco Otaviano.
Em 1847, fundou o jornal acadêmico “Ensaios Literários” com José de Alencar e outros colegas. Neste jornal, publicou diversos poemas.
Participou da "Sociedade Epicuréia", um grupo de estudantes que propunham realizar todos os sonhos literários e hedonísticos do poeta Lord Byron. A Sociedade Epicuréia teve nesta época membros ilustres, como o poeta Álvares de Azevedo e o futuro romancista Bernardo Guimarães, que eram estudantes de outras turmas da Academia de Direito.
Apesar de ser membro do Partido Conservador, foi colaborador constante no jornal de idéias liberais Correio Mercantil, que circulou no Rio de Janeiro de 1848 a 1868.

## Carreira política
No ano seguinte à sua formatura (1851), praticou advocacia no Rio de Janeiro. A seguir exerceu os cargos públicos de juiz municipal e juiz de órfãos.
Entrou no Partido Conservador e foi escolhido para seu primeiro cargo político, como secretário de governo da província do Rio de Janeiro.
Foi eleito deputado geral (atualmente deputado federal) representante da província do Rio de Janeiro na 10ª legislatura da Assembléia Geral Legislativa de 3-5-1857 a 16-8-1860, com duas substituições (de 3-5-1858 a 14-6-1858, e de 4-8-1859 a 11-9-1859). Então começou a destacar-se como um orador notável.
Ainda durante seu mandato de deputado geral, foi nomeado por carta imperial de 17 de dezembro de 1858 presidente da província do Rio de Janeiro, exercendo o cargo de 10 de janeiro a 25 de abril de 1859, sendo sucedido pelo cunhado Inácio Francisco Silveira da Mota. Em 9 de fevereiro de 1859, assinou o ato de criação da vila de Araruama.
Foi nomeado ministro de Negócios do Império por carta imperial de 17 de setembro de 1859. Começou como ministro itinerante acompanhando a Família Imperial em viagem ao norte do Brasil. Na véspera do retorno da comitiva imperial ao Rio de Janeiro, em um famoso baile de despedida, foi o escolhido para dançar com a Imperatriz Tereza Cristina, o que demonstra o apreço que passou a ter na Corte Imperial. Em 1860, foi nomeado Veador (auxiliar de nível superior) de Sua Majestade, a imperatriz Tereza Cristina e Fidalgo Cavaleiro da Casa Imperial.
Continuou até 2 de março de 1861 como ministro dos Negócios do Império no gabinete organizado pelo conselheiro Ângelo Muniz da Silva Ferraz, futuro barão de Uruguaiana. Sua atuação foi bastante criticada no relatório feito pelo enviado extraordinário do governo suíço para verificar as condições dos imigrantes na província do Espírito Santo.
A seguir, foi novamente eleito deputado geral pela província do Rio de Janeiro para a 11ª legislatura (de 03-05-1861 a 12-05-1863) e reeleito para a 12ª legislatura (de 11-05-1869 a 22-05-1872) da Assembléia Geral Legislativa. Depois retirou-se da política para a vida empresarial, mas ainda foi nomeado Conselheiro do Império.
João de Almeida Pereira Filho recebeu a comenda de cavaleiro da Ordem de Cristo.
O nome de João de Almeida Pereira Filho foi dado a uma rua no bairro de Bangu, cidade do Rio de Janeiro.

## Carreira empresarial
Como seu pai e seu sogro, o primeiro barão e visconde de Araruama, foi fazendeiro dono de largas extensões de terra nos municípios de Campos dos Goytacazes e de Quissamã, no Rio de Janeiro. Foi proprietário das fazendas Lagoa dos Patos em Quissamã e Batalha em Campos dos Goytacazes (assim denominada por ter sido local de uma batalha com índios), a qual recebeu a visita de D. Pedro II em 1885.
Com seus cunhados e concunhados, todos eles filhos ou genros do primeiro barão e visconde de Araruama, fundou, em 1877, o Engenho Central de Quissamã, o primeiro da América Latina.